# Canuellina insignis
Canuellina insignis är en kräftdjursart som beskrevs av Gurney 1927. Canuellina insignis ingår i släktet Canuellina och familjen Canuellidae. Inga underarter finns listade i Catalogue of Life.